# Adalbus
Adalbus (aportuguesado: adalbo) compreende um gênero de cerambicídeo, endêmico da patagônia andina, no qual está distribuído no Chile e na Argentina. Apresentam atividades durante o período estacional da primavera e do verão austral. Nesta época ocorre a folhação de Nothofagus, no qual é o principal hospedeiro do táxon. Os adalbos apresentam uma grande variedade em sua coloração corporal, variando de preto a amarelo-palha. Estas variações fizeram com que fossem classificados como espécies diferentes.

## Morfologia
Os adultos apresentam um tamanho que varia de 11,75–19 mm de comprimento.
A cabeça é de coloração preta, grosseiramente pontuada, com um ligeiro sulco entre as antenas. As Antenas são do tipo setácea, de coloração preta. Apresentam 12 antenômeros, no qual o 3.º e o 4.º são finos, enquanto que os demais são mais espessos e achatados. Nas fêmeas são mais curtas, na qual atingem um pouco mais da metade elitral. Enquanto que nos machos ultrapassam o corpo.
O Protórax é mais largo do que comprido, apresenta um sulco mediano, enquanto que as laterais e a base são ligeiramente elevadas. Os lados são obtusamente angulados no meio. Nos machos são de coloração preta, enquanto que nas fêmeas variam de avermelhados a amarelados.
Os Élitros são um pouco mais largo que o protórax. Deiscente quase da base, estreitado até o final, onde são divergentes. Além da sutura e da margem externa, apresenta três linhas elevadas e pouco pronunciadas. Nas fêmeas atingem o final do abdome, no entanto, nos machos não atingem.

## Ecologia

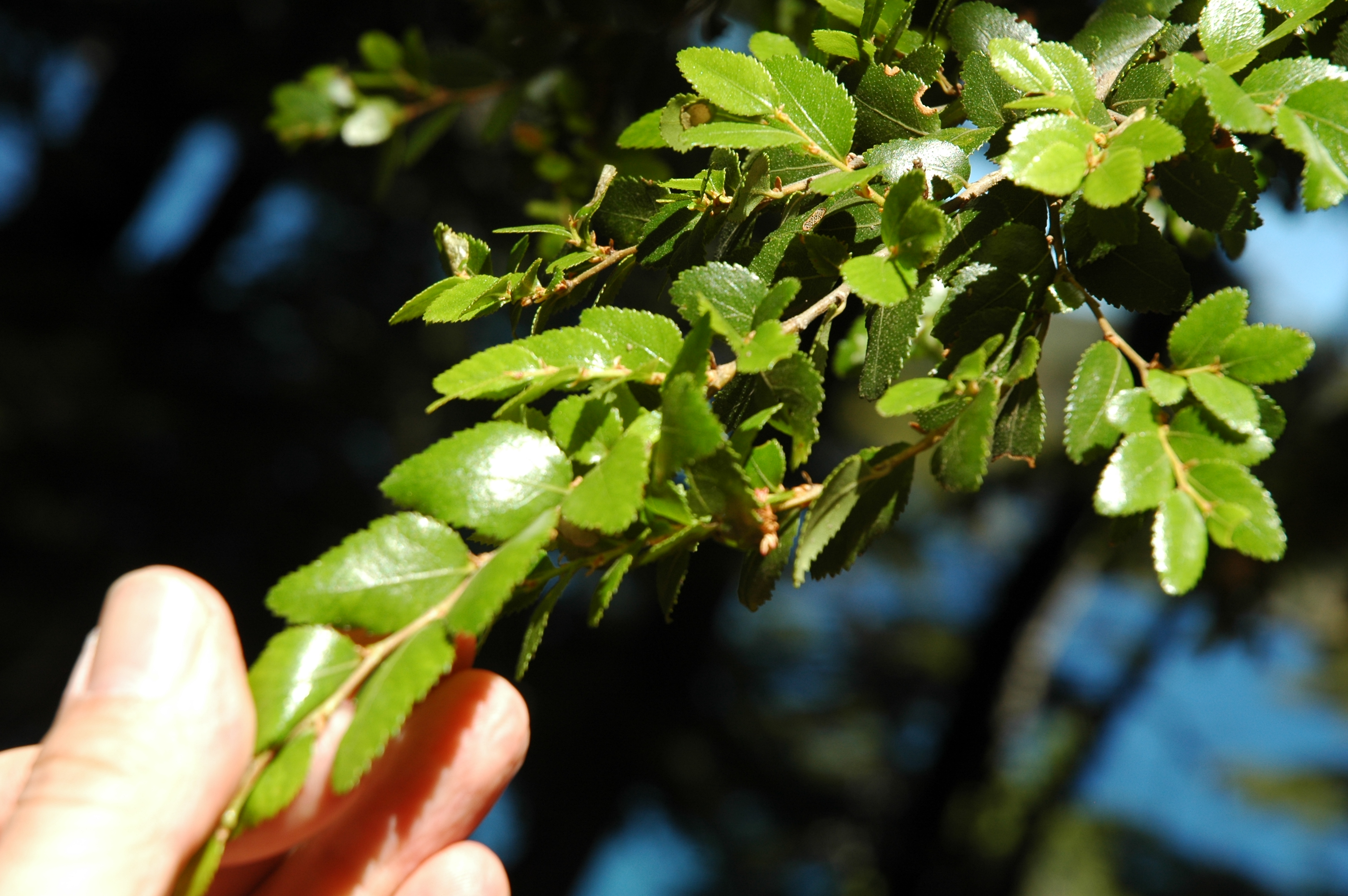
Nothofagus dombeyi, planta hospedeira do táxon.

### Emersão
Os adultos emergem a partir de outubro e perduram até janeiro. Este período compreende a época estacional da primavera e do verão austral. No qual caracteriza-se por um fotoperíodo mais longo, com 14,6 horas de sol em dezembro, e a temperatura aumenta gradativamente, podendo atingir a máxima média de 30°C em janeiro. Em decorrência destas características, as principais atividades dos adultos são o forrageamento e a reprodução.

### Alimentação
Apresenta hábito alimentar de herbivoria, no qual é oligófago, alimentando-se exclusivamente de plantas do gênero Nothofagus, especialmente das espécies N. dombeyi, N. antarctica e N. pumilio. As larvas são xilófagas, se alimentam do lenho da madeira, enquanto, que os adultos são folífagos alimentam-se das folhas.

## Distribuição
Os adalbos são endêmicos da região da Patagônia andina, com distribuição entre 36–41° de latitude sul e 71–73° de longitude oeste. No qual ocorrem no Chile, desde a região de Valparaíso até Aisén, e na Argentina, nas província de Río Negro e Neuquén.

## Taxonomia
Em 1859, o gênero foi estabelecido por Fairmaire e Germain para alocar três novas espécies — A. crassicorni, A. dimidiatipennis e A. flavipennis — oriundas do Chile. Em 1900, Germain revisou o gênero e afirmou que aquelas duas últimas espécies eram variações da primeira. Neste mesmo trabalho descreveu A. proteus, uma nova espécie oriunda das cordilheiras de Chillán. No entanto, em 1912, Aurivillius sinonimizou com A. crassicorni. Em 1953, Bosq revisou o gênero e sinonimizou todas as variações com A. crassicornis, estabelecendo-a como única espécie válida.

## Espécie
- Adalbus crassicornis Fairmaire & Germain, 1859